# Amtsbezirk Hoirup II
Der Amtsbezirk Hoirup II war ein Amtsbezirk im Kreis Hadersleben in der Provinz Schleswig-Holstein.
Der Amtsbezirk wurde 1889 gebildet und umfasste die beiden Gemeinden Hoirup II und Spandet sowie den Forstgutsbezirk Hadersleben III.
1902 wurde aus einem Teil der Gemeinde Endrupskov (Amtsbezirk Gramm) der Forstgutsbezirk Steensbek (auch als Forstgutsbezirk Hadersleben IV bezeichnet) gebildet und in den Amtsbezirk Hoirup II eingegliedert.
1920 wurde der Amtsbezirk aufgelöst und die Gemeinden aufgrund der Volksabstimmung in Schleswig an Dänemark abgetreten.